# Vrchlabí
Vrchlabí (en allemand :  Hohenelbe) est une ville du district de Trutnov, dans la région de Hradec Králové, en Tchéquie. Sa population s'élevait à 12 131 habitants en 2024.

## Géographie
Vrchlabí est arrosée par l'Elbe et se trouve à 23 km à l'ouest-nord-ouest de Trutnov, à 48 km au nord-nord-ouest de Hradec Králové et à 103 km au nord-est de Prague.
La commune est limitée par Špindlerův Mlýn et Strážné au nord, par Dolní Dvůr, Lánov et Dolní Lánov à l'est, par Kunčice nad Labem et Dolní Branná au sud, et par Horní Branná, Benecko et Vítkovice à l'ouest.

## Histoire
La première mention écrite de la localité date de 1359, mais le village existait au siècle précédent.

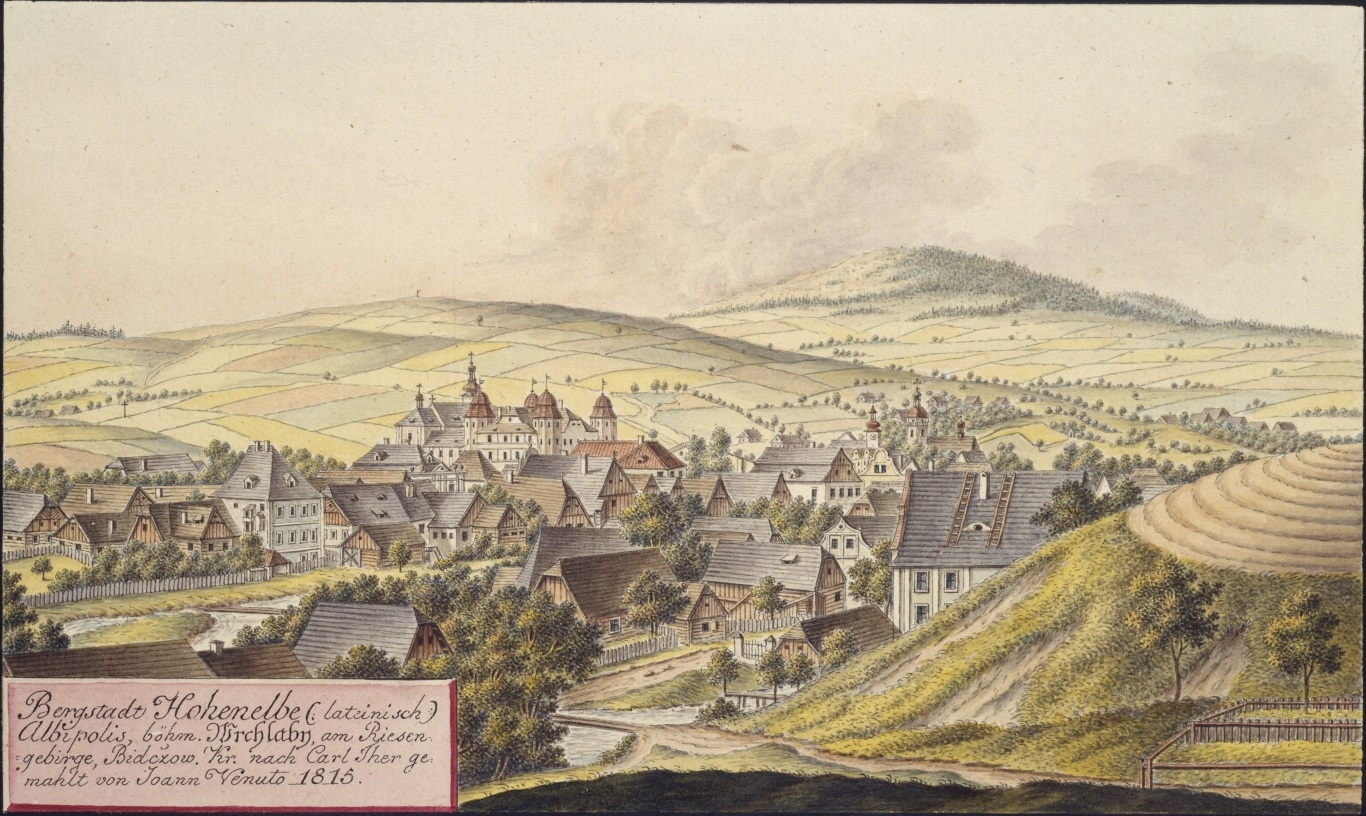
Vrchlabí en 1815, par Joann Venuto.
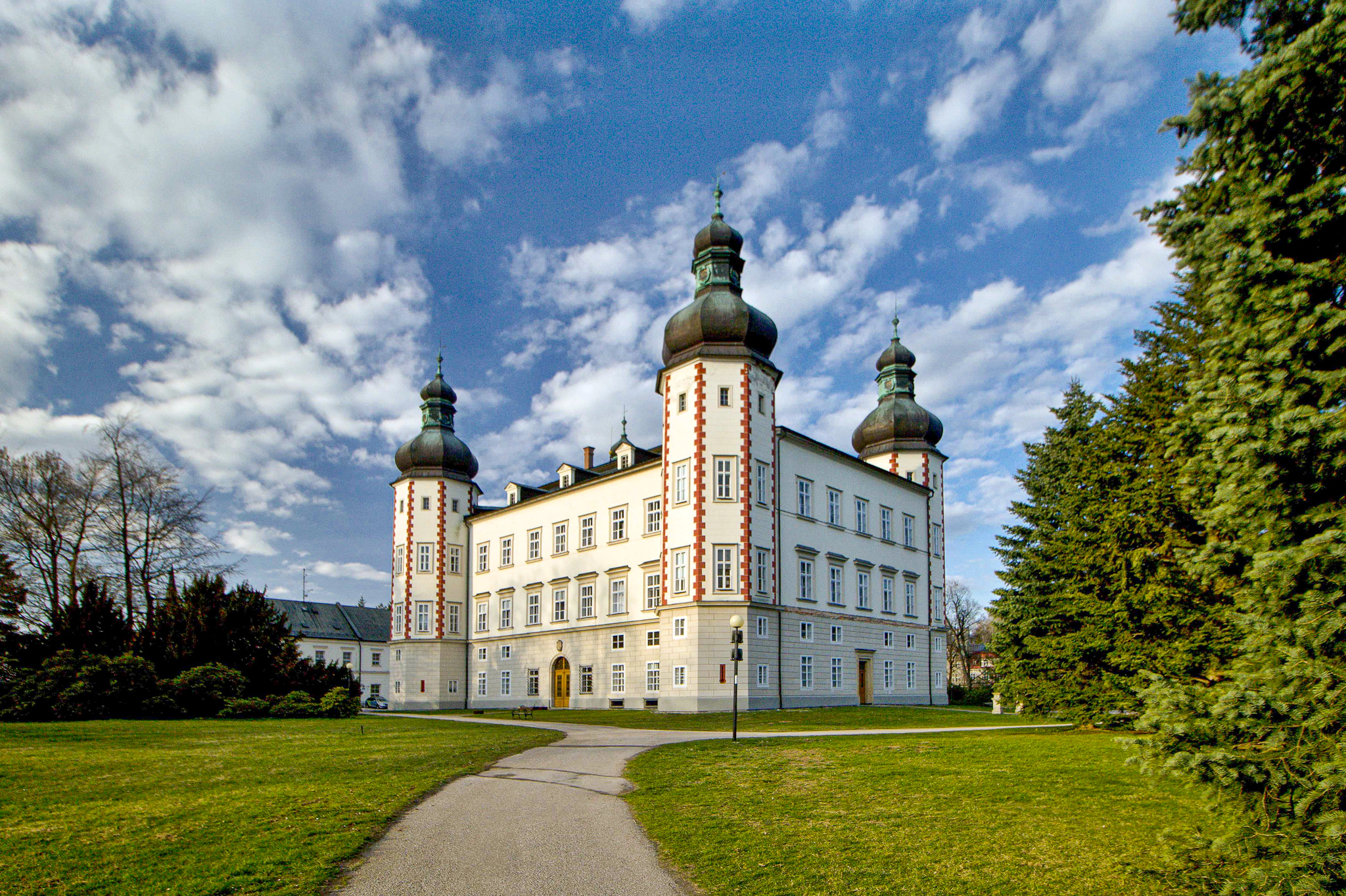
Le château de Vrchlabí.

Jusqu'en 1918, la ville de Hohenelbe faisait partie de l'empire d'Autriche, puis d'Autriche-Hongrie (Cisleithanie après le compromis de 1867), chef-lieu du district de Hohenelbe, l'un des 94 Bezirkshauptmannschaften de Bohême.

## Population
Recensements (*) ou estimations de la population de la commune dans ses limites actuelles :
| 1869* | 1880* | 1890* | 1900* | 1910*  | 1921*  |
| ----- | ----- | ----- | ----- | ------ | ------ |
| 8 115 | 8 191 | 8 654 | 9 993 | 10 209 | 10 738 |

| 1930* | 1950* | 1961* | 1970*  | 1980*  | 1991*  |
| ----- | ----- | ----- | ------ | ------ | ------ |
| 9 187 | 9 969 | 9 969 | 11 119 | 12 419 | 13 416 |

| 2001*  | 2015   | 2016   | 2017   | 2018   | 2019   |
| ------ | ------ | ------ | ------ | ------ | ------ |
| 13 171 | 12 599 | 12 516 | 12 502 | 12 494 | 12 461 |

| 2020   | 2021   | 2022   | 2023   | 2024   | - |
| ------ | ------ | ------ | ------ | ------ | - |
| 12 340 | 12 289 | 11 968 | 12 205 | 20 131 | - |

## Économie
La ville accueille depuis les années 1920 une usine Škoda, qui est au XXIe siècle le plus petit des trois sites tchèques de Škoda. Depuis 2012, celle usine fabrique des transmissions automatiques pour le Groupe Volkswagen. L'usine emploie un millier de salariés.

## Jumelages
La commune de Vrchlabí est jumelée avec :
- Baunatal (Allemagne) ;
- Trouville-sur-Mer (France).

## Personnalités
- Karel Halíř (1859-1909), violoniste
- Eva Samková (1993), snowboardeuse tchèque.
- Josephine Kablik (1787–1863), botaniste et paléontologue
- Franz Jung (1872–1957), mathématicien et professeur d'université
- Roland Plech (1888–1954), maire de Vrchlabí 1924–1933
- Edwin Rolf (1899–1991), ingénieur, astronome amateur et concepteur de télescopes télescopiques
- Victor Kugler (1900–1981), il a caché les Juifs de la persécution des partisans du national-socialisme et a reçu le titre honorifique israélien de Juste parmi les nations
- Bruno Schier (1902–1984), ethnologue allemand
- Wilhelm Hollmann (1922–2010), homme politique allemand (CDU)
- Theo Tupetz (1923–1980), fonctionnaire et politicien allemand
- Anton Joachimsthaler (* 1930), historien allemand
- Karl Kraus (1938–1988), physicien théoricien
- Zdeněk Vítek (1977), biathlète tchèque

## Sports
La ville accueille les matchs de l'équipe nationale de rugby à XIII de la Tchéquie, avec notamment la réception de la Norvège le 17 juin 2018, sur son stade municipal. Mille spectateurs (sur une population de 13 000 habitants) se déplacèrent pour voir l'équipe nationale battre les Scandinaves 20 à 12.

## Transports
Par la route, Vrchlabí se trouve à 25 km de Semily, à 32 km de Trutnov, à 66 km de Hradec Králové et à 132 km de Prague.